# The Cheetah Girls (livro)
The Cheetah Girls é uma série de 16 livros escritos por Deborah Gregory, que conta a história de um grupo musical de 5 meninas que foram descobertas e têm que aprender a lidar com a fama.
Essa série de livros é o "Início" das Cheetah Girls, ele foi adaptdo e virou um filme. No filme, são apenas 4 integrantes, Anginette não participa e no 3º, Galleria também. Através do filme, o grupo se tornou real.

## Livros

### Livros Originais
- 1999

The Cheetah Girls #01: Wishing on a Star
The Cheetah Girls #02: Shop in the Name of Love
The Cheetah Girls #03: Who's 'Bout to Bounce? 
- 2000

The Cheetah Girls #04: Hey, Ho, Hollywood!
The Cheetah Girls #05: Woof, There It Is
The Cheetah Girls #06: It's Raining Benjamins 
The Cheetah Girls #07: Dorinda's Secret 
The Cheetah Girls #08: Growl Power 
The Cheetah Girls #09: Showdown at the Okie-Dokie  
- 2001

The Cheetah Girls #10: Cuchifrita, Ballerina  
The Cheetah Girls #11: Dorinda Gets a Groove
The Cheetah Girls #12: In the House With Mouse! 

### Novas Edições
- 2002

The Cheetah Girls #13: Oops, Doggy Dog!
- 2003

The Cheetah Girls Livin' Large! Books 1-4, Bind-Up #1
The Cheetah Girls Supa Dupa Sparkle! Books 5-8, Bind-Up #2
- 2004

The Cheetah Girls Growl Power Forever! Books 9-12, Bind-Up #3
The Cheetah Girls: Movie Junior Novel
- 2005

The Cheetah Girls: Off the Hook! Books 13-16, Bind-up #4 
The Cheetah Girls Quiz Book
The Cheetah Girls Supa-Star Scrapbook
The Cheetah Girls: Cheetah Chatter
- 2006

The Cheetah Girls: Movie Junior Novel 2
XOXO, The Cheetah Girls

## Elenco
Nas capas dos livros atrizes "interpretavem" as Cheetah Girls e o elenco foi composto por:
- Brandi Stewart...Chanel Simmons(todos),
- Arike Rice...Aquanette Walker, (do 1 ao 4),
- Jeni G....Anginette Walker, (do 1 ao 4),
- Mia Lee...Galleria Garibaldi, (do 1 ao 8),
- Imani Parks...Dorinda Rogers(todos)
- Davida Williams...Galleria Garibaldi (do 9 ao 13),
- The Millen Sisters...Aquanette Walker e Anginette Walker(do 5 ao 13)